# Ebisu
Ebisu (jap. 恵比須, 恵比寿, ゑびす, 夷, 戎) – w mitologii japońskiej jeden z siedmiu bogów szczęścia, bóg bogactwa, patron kupców, rybaków i rolników. Otaczany szczególną czcią przez osoby zajmujące się handlem, biznesem oraz gejsze jako dawca wszelkiej pomyślności. Rybacy modlą się do Ebisu, aby ten napędził obfitość ryb do ich sieci. Cześć oddają mu również rolnicy, prosząc o obfite zbiory.

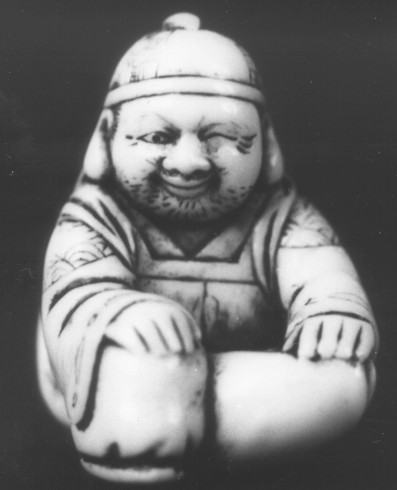
Netsuke przedstawiające Ebisu na rybie. Japonia, 1 poł. XX wieku. Muzeum Azji i Pacyfiku w Warszawie.

W ikonografii przedstawiany jest jako wesoły, gruby i brodaty mężczyzna, trzymający w jednej ręce wędkę, a pod pachą drugiej – rybę. Co do jego pochodzenia teologowie nie byli zgodni. Według jednego z podań był nieudanym dzieckiem Izanami i Izanagi, spławionym przez rodziców w koszyku na wody oceanu. Inne opowieści identyfikowały go z Kotoshironushim, synem Ōkuninushiego. Jako miłośnik wędkarstwa Ebisu często przebywał z wędką na przylądku Miho, gdzie wzniesiono potem chram Miho-jinja, zwany również Ebisu-sama. Co roku 3 grudnia na morzu koło chramu odbywa się święto tego bóstwa, w trakcie którego ma miejsce procesja barwnie ozdobionych łodzi.